# Tom Prior
Pour les articles homonymes, voir Prior et Tom.
Christopher Thomas Prior, dit Tom Prior, est un acteur anglais, né le 2 décembre 1990 en Angleterre.

## Biographie

### Jeunesse et formations
Christopher Thomas Prior naît le 2 décembre 1990, en Angleterre.
Il rentre au collège The Thomas Hardye School (en) à Dorchester (Dorset). En 2002, il y apparaît dans le rôle d'un gamin des rues dans la pièce de théâtre Fire from Heaven. Il poursuit ses études d'arts scéniques au Weymouth College (en), où il obtiendra une maîtrise avec distinction, avant de s'inscrire à la Royal Academy of Dramatic Art à Londres : il y sera diplômé en 2012.

### Carrière
En 2013, Tom Prior commence sa carrière d'acteur au West End Theatre dans des pièces, produites par le National Youth Theatre, telles que Tory Boyz mise en scène par James Graham (en), Romeo and Juliet et Prince of Denmark, a Hamlet prequel par Michael Lesslie,,.
En 2014, il écrit son premier scénario pour le court métrage Breaking the Circle,. Même année, il apparaît à la télévision, dans un épisode de la série policière Les Enquêtes de Morse (Endeavour) et, au cinéma, dans le film biographique Une merveilleuse histoire du temps (The Theory of Everything) de James Marsh où il interprète Robert, jeune frère de Stephen Hawking.
En 2015, il est Hugo Higgins dans le film d'espionnage Kingsman : Services secrets (Kingsman: The Secret Service) de Matthew Vaughn.
En 2018, il est choisi par le réalisateur estonien Peeter Rebane pour son premier long métrage Firebird — sorti en 2021, dans le rôle de Sergey Serebrennikov. Très vite, ce projet l'intéresse au point d'améliorer le scénario avec le réalisateur et de produire le film,.

## Filmographie

### Cinéma

#### Longs métrages
- 2014 : Une merveilleuse histoire du temps (The Theory of Everything) de James Marsh : Robert Hawking, 17 ans
- 2015 : Kingsman : Services secrets (Kingsman: The Secret Service) de Matthew Vaughn : Hugo Higgins
- 2016 : Dusty and Me de Betsan Morris Evans : Georgie
- 2020 : Iceland Is Best de Max Newsom : Jack
- 2021 : Just Noise de Davide Ferrario : l'amour privé
- 2021 : Firebird de Peeter Rebane : Sergey Serebrennikov

#### Court métrage
- 2012 : Alex Was a Friend of Mine de Steven James : Alex

### Télévision

#### Séries télévisées
- 2014 : Les Enquêtes de Morse (Endeavour) : Billy Karswell (saison 2, épisode 2 : Nocturne)
- 2017 : Three Girls : le policier (mini-série ; saison 1, épisode 2)

## Distinctions
Récompenses
- FilmOut San Diego 2021[9] :
  - Meilleur film Firebird (partagé avec Peeter Rebane)
  - Meilleur acteur